# Валентина Напи
Валентина Напи (на италиански: Valentina Nappi) е италианска порнографска актриса и еротичен модел.

## Ранен живот
Родена е на 6 ноември 1990 г. в град Скафати, провинция Салерно. Завършва Художествената гимназия в град Салерно.

## Кариера
Дебютира като актриса в порнографската индустрия през 2012 г., когато е на 22-годишна възраст. Открива я Роко Сифреди.
Снима фотосесия за италианското издание на списание „Плейбой“, публикувана в броя му за месец юни 2012 г.
Избрана за любимка на месец ноември 2013 г. на списание „Пентхаус“.

## Мейнстрийм
През 2014 г. Напи изразява своята позиция за нелегалните имигранти в Италия. Тя влиза в задочен спор в социалната мрежа Фейсбук с политика Матео Салвини – депутат в Европейския парламент и лидер на италианската крайнодясна партия Северна лига. Порноактрисата публикува снимка, на която е облечена с флага на Конфедерацията от Американската гражданска война, заобиколена е от множество чернокожи мъже и посвещава на Салвини първия си блоубенг с чернокожи мъже. В свои интервюта относно тази си проява Напи казва, че Европа поема по пътя на екстремизма и популизма и тя много се страхува от това.
Валентина Напи често е определяна от медиите като „интелектуална порнозвезда“. Твърди, че вижда порнографията като „средство за подкопаване на буржоазното лицемерие“. Тя използва социалните мрежи и своите медийни изяви, за да представя своите възгледи за еманципацията на жените, правото на случаен секс за мъже и жени, анти-расизма, както и майчинството.

## Личен живот
Учи моден дизайн в италиански университет.
Напи се определя като пансексуална и атеистка.
Сключва брак с Джиовани Ланезе (с когото има отворена връзка) през 2020 г.

## Награди и номинации

### Носителка
- 2016: AVN награда за най-добра секс сцена с тройка (момиче/момиче/момче) – „Аналните мръсници на Аника“ (с Аника Олбрайт и Мик Блу).[14]
- 2017: XBIZ награда за чуждестранна изпълнителка на годината.[15][16]

### Номинации
- 2014: Номинация за AVN награда за чуждестранна изпълнителка на годината.[17]
- 2014: Номинация за XBIZ награда за чуждестранна изпълнителка на годината.[18]
- 2018: Номинация за XBIZ награда за чуждестранна изпълнителка на годината.[19]